# Coyoy
Coyoy är en ort i Mexiko.   Den ligger i kommunen Hermenegildo Galeana och delstaten Puebla, i den sydöstra delen av landet, 160 km nordost om huvudstaden Mexico City. Coyoy ligger 825 meter över havet och antalet invånare är 443.
Terrängen runt Coyoy är kuperad österut, men västerut är den bergig. Runt Coyoy är det ganska tätbefolkat, med 124 invånare per kvadratkilometer. Närmaste större samhälle är Olintla, 7,5 km öster om Coyoy. Omgivningarna runt Coyoy är en mosaik av jordbruksmark och naturlig växtlighet.